# Färöischer Fußballpokal der Frauen 2001
Der Färöische Fußballpokal der Frauen 2001 fand zwischen dem 1. April und 29. Juli 2001 statt und wurde zum zwölften Mal ausgespielt. Im Endspiel, welches im Gundadalur-Stadion in Tórshavn auf Kunstrasen ausgetragen wurde, siegte HB Tórshavn mit 5:4 im Elfmeterschießen gegen Titelverteidiger KÍ Klaksvík.
HB Tórshavn und KÍ Klaksvík belegten in der Meisterschaft die Plätze vier und eins. Für HB Tórshavn war es der fünfte Sieg bei der siebten Finalteilnahme, für KÍ Klaksvík die vierte Niederlage bei der fünften Finalteilnahme.

## Teilnehmer
Teilnahmeberechtigt waren folgende elf A-Mannschaften der ersten und zweiten Liga:
| 1. Deild                                      | 2. Deild                                                                 |
| B36 Tórshavn HB Tórshavn KÍ Klaksvík VB Vágur | AB Argir B68 Toftir B71 Sandur GÍ Gøta ÍF Fuglafjørður SÍ Sumba Skála ÍF |

## Modus
Sämtliche Erstligisten sowie Zweitligist Skála ÍF waren für das Viertelfinale gesetzt. Die verbliebenen Mannschaften spielten in einer Runde die restlichen drei Teilnehmer aus. Alle Runden wurden im K.-o.-System ausgetragen.

## 1. Runde
Die Partien der 1. Runde fanden am 1. und 10. April statt.
|                 | Ergebnis       |            |
| --------------- | -------------- | ---------- |
| B71 Sandur      | 0:2 (0:0)      | AB Argir   |
| SÍ Sumba        | 1 w/o 1        | GÍ Gøta    |
| ÍF Fuglafjørður | 2 0:17 (0:6) 2 | B68 Toftir |

## Viertelfinale
Die Viertelfinalpartien fanden zwischen dem 7. und 11. April statt.
|              | Ergebnis       |            |
| ------------ | -------------- | ---------- |
| B36 Tórshavn | 1 5:1 (3:1) 1  | AB Argir   |
| HB Tórshavn  | 9:2 (7:1)      | GÍ Gøta    |
| VB Vágur     | 2 w/o 2        | Skála ÍF   |
| KÍ Klaksvík  | 3 11:2 (6:0) 3 | B68 Toftir |

## Halbfinale
Die Hinspiele im Halbfinale fanden am 12. April und 11. Mai statt, die Rückspiele am 4. Mai Juni.
|              | Gesamt |             | Hinspiel      | Rückspiel |
| ------------ | ------ | ----------- | ------------- | --------- |
| HB Tórshavn  | 3:2    | VB Vágur    | 3:0 (1:0)     | 0:2 (0:0) |
| B36 Tórshavn | 1:3    | KÍ Klaksvík | 1 0:2 (0:0) 1 | 1:1 (0:0) |

## Finale
| Paarung        | HB Tórshavn – KÍ Klaksvík |
| Ergebnis       | 3:3 n. V. (3:3, 1:1), 5:4 i. E. |
| Datum          | 29. Juli 2001 |
| Stadion        | Gundadalur, Tórshavn |
| Schiedsrichter | Eiler Rasmussen (Skáli) |
| Tore           | 0:1 Bára S. Klakstein (14.) 1:1 Vivian Unadóttir (18.) 2:1 Helga Ellingsgaard (54.) 2:2 Malena Josephsen (76.) 3:2 Helga Ellingsgaard (81.) 3:3 Bára S. Klakstein (87.) Elfmeterschießen: 0:1 Ragna B. Patawary 1:1 Eyðvør Thomsen 1:2 Kristina Eyðbjørnsdóttir 2:2 Lijan á F. Petersen 2:3 Jensa Sirdal 3:3 Annika Godtfred 4:3 Lydia V. Vesturtún 4:4 Malena Josephsen 5:4 Helga Ellingsgaard |
| HB Tórshavn    | Annika Hansen – Liljan av Fløtum Petersen, Eyðvør Thomsen, Fríða Petersen, Silja á Borg Færø – Annika Godtfred , Lydia V. Vesturtún, Helga Ellingsgaard, Eyðfríð Kristiansen, Eyðvør úr Dímun (13. Linda Jacobsen) – Vivian Unadóttir Cheftrainer: Jákup Bogi Joensen |
| KÍ Klaksvík    | Vivi Andreasen – Ann Olsen, Jensa Sirdal, Ragna B. Patawary , Paula Sjóstein – Bára S. Klakstein, Vivian Bjartalíð, Una Olsen, Elsa Maria Simonsen (38. Kristina Eyðbjørnsdóttir) – Rannvá B. Andreasen, Malena Josephsen Cheftrainer: Jón Harald Poulsen |
| Gelbe Karten   | keine – Rannvá B. Andreasen, Ragna B. Patawary, Kristina Eyðbjørnsdóttir, Vivian Bjartalíð |
| Platzverweise  | Eyðfríð Kristiansen (103.) – keine |

## Torschützenliste
Bei gleicher Anzahl von Treffern sind die Spielerinnen nach dem Nachnamen alphabetisch geordnet.
| Platz | Spieler                 | Verein      | Tore |
| ----- | ----------------------- | ----------- | ---- |
| 1     | Rannvá B. Andreasen     | KÍ Klaksvík | 04   |
| 1     | Malena Josephsen        | KÍ Klaksvík | 04   |
| 1     | Irdi Nónklett           | B68 Toftir  | 04   |
| 1     | Maibritt Olsen          | B68 Toftir  | 04   |
| 5     | Hansy Davidsen          | B68 Toftir  | 03   |
| 5     | Annika Godtfred         | HB Tórshavn | 03   |
| 5     | Elin Kathrina Haraldsen | AB Argir    | 03   |
| 5     | Andrea Højgaard         | B68 Toftir  | 03   |
| 5     | Mary-Ann Isaksen        | B68 Toftir  | 03   |
| 5     | Eyðfríð Kristiansen     | HB Tórshavn | 03   |